# 凯伦策山铁路隧道

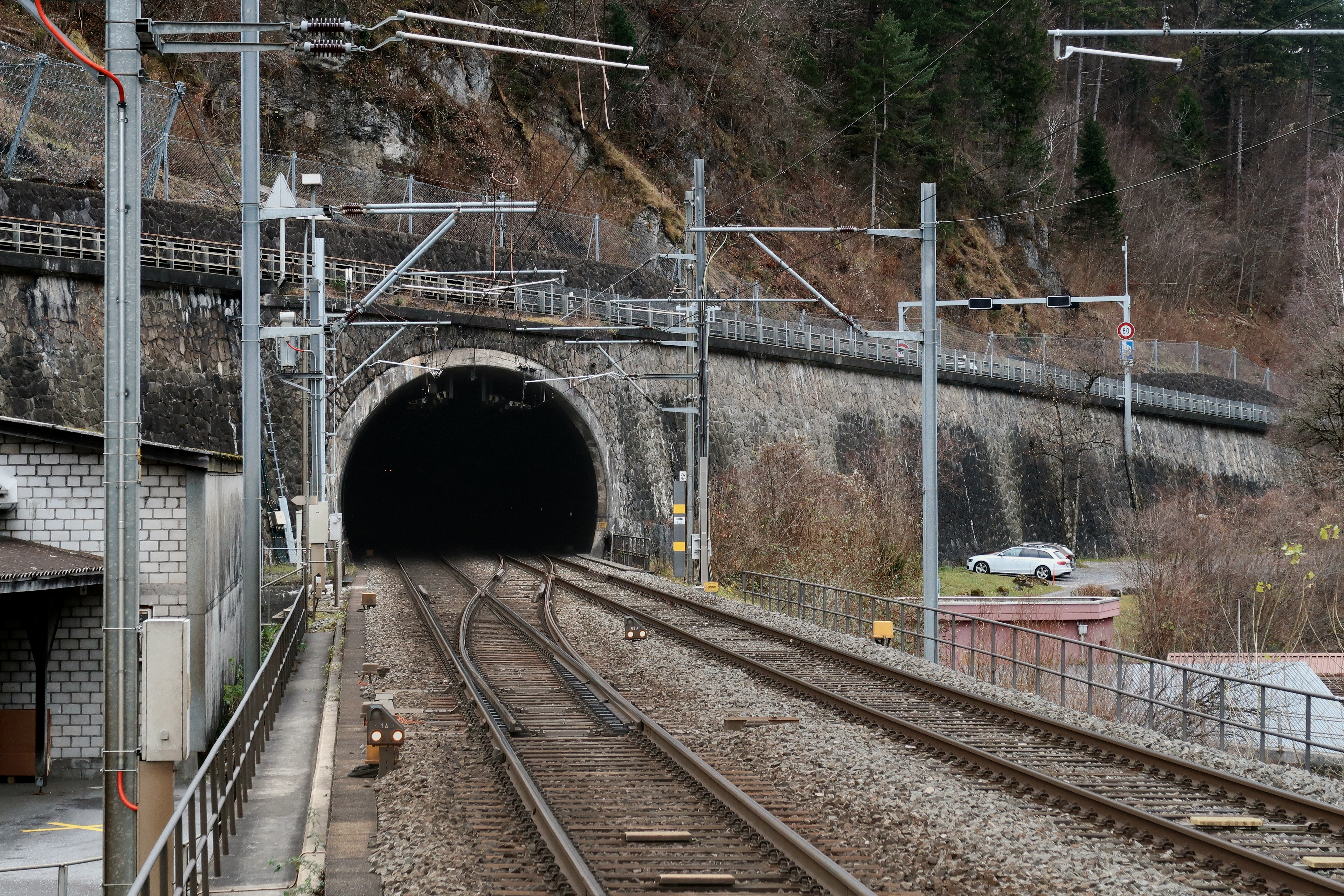
隧道东口

凯伦策山铁路隧道（德語：Kerenzerbergtunnel）是瑞士的一座双线铁路隧道，全长3955米，穿过格拉鲁斯州北部格拉鲁斯山瓦伦湖畔的凯伦策山，与附近的凯伦策山公路隧道大致平行。